# Per Nilsson
Per Nilsson (Härnösand, 15 settembre 1982) è un ex calciatore svedese, di ruolo difensore.
È fratello di Joakim Nilsson, anch'egli calciatore professionista.

## Carriera

### Club
Cresciuto nell'IFK Timrå, Nilsson passò poi al GIF Sundsvall dove fece il suo esordio nel massimo campionato svedese. Nel 2001 passò all'AIK dove si affermò come uno dei più promettenti difensori del campionato. Dopo quattro anni con l'AIK viene acquistato dall'Odd Grenland per 3 milioni di corone, cifra record per il club norvegese.
Nell'agosto 2006 il Sunderland AFC offrì un milione di sterline per il suo cartellino, ma l'offerta si concluse con un nulla di fatto. Ad acquistarlo fu invece un anno dopo il 1899 Hoffenheim, ambiziosa squadra della Zweite Bundesliga.
Il 14 giugno 2010, dopo 3 stagioni passate tra le file dell'Hoffenheim, passa al Norimberga dove rimane per 4 anni. Dopo 2 stagioni e mezzo al Copenaghen, nel dicembre 2016 si è ritirato all'età di 34 anni.

### Nazionale
Nilsson ha fatto il suo esordio in nazionale maggiore a 18 anni, il 31 gennaio 2001 nel match amichevole pareggiato 0-0 contro le Isole Fær Øer. Da allora ha collezionato un totale di 11 presenze senza segnare nessun gol. Con la nazionale Under-21 ha partecipato agli Europei 2004 di categoria.

## Palmarès

### Club
- Campionato danese: 1

Copenhagen: 2015-2016

### Individuale
- Premio Kniksen Miglior difensore: 1

2006